# Teatro comunale (Teramo)
Il teatro comunale di Teramo è stato il più grande e importante teatro della città. Era situato in Corso San Giorgio, nei pressi di Piazza Garibaldi.
Fu inaugurato nel 1868 e venne demolito nel 1959. La sua esistenza durò 91 anni, senza raggiungere neppure un secolo. Al suo posto oggi sorge l'edificio che ospita il nuovo Cineteatro comunale e un grande magazzino commerciale.

## Storia
La prima sede teatrale nella città di Teramo di cui si hanno notizie certe fu quella che venne aperta nella Casa Corradi intorno al 1792, all'interno della struttura che ospitava l'abitazione di questa importante famiglia nei pressi dell'attuale Via Vittorio Veneto.
Già dal 1840, tuttavia, l'esigenza di poter disporre di una sala a servizio dell'intera cittadinanza e non di proprietà privata si fece sempre più pressante, al punto tale che furono predisposti alcuni progetti in tal senso. Uno di questi era quello messo a punto dal Marchese Spaccaforno, ma non pervenne mai a realizzazione.

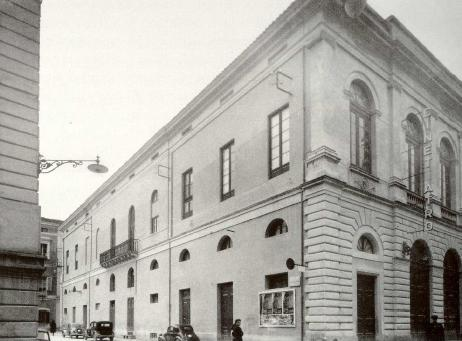
Il Teatro comunale visto da Corso San Giorgio

Dopo circa un ventennio di discussioni, progetti revisionati e continuamente dimenticati, le cose cambiarono corso a seguito dell'avvento dell'Unità Nazionale. Fu incaricato l'architetto teramano Nicola Mezucelli di redigere il progetto definitivo per l'edificazione del nuovo Teatro comunale della città. I relativi lavori, condotti in tempi rapidi, consegnarono alla cittadinanza il tanto desiderato teatro, la cui inaugurazione ufficiale avvenne la sera del 20 aprile 1868 con un'opera di Giuseppe Verdi, il Ballo in maschera, affidata all’impresario Carlo Gardini.
L'attività artistica del Teatro comunale si fece subito assai dinamica, anche se non pervenne mai a livelli di eccellenza. Numerose furono le rappresentazioni e l'afflusso dei teramani.

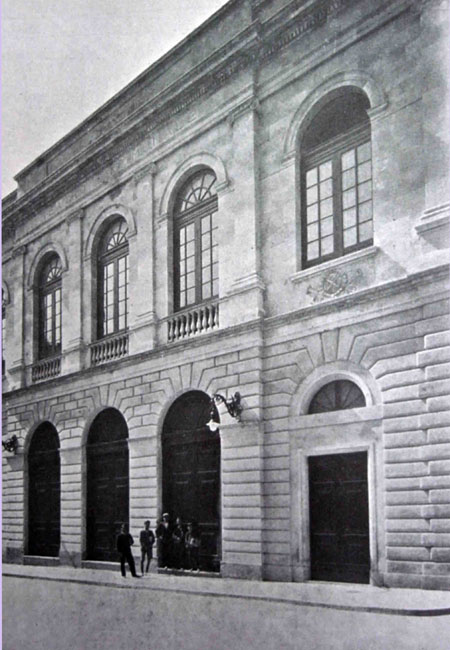
Facciata principale del teatro

Nel 1936, su disposizione del Comune di Teramo, la sala del teatro fu trasformata e adattata a sede cinematografica e contestualmente anche lo stesso edificio venne ridenominato, con la conseguente collocazione dell'insegna esterna recante la dicitura di Cineteatro Comunale.
L'attività teatrale, si trovava quindi a dover condividere spazi e tempi con quella cinematografica. L'ultima stagione teatrale di cui si ha certezza fu quella del 1954. Dal 1954 al 1959, anno della sua demolizione, il Teatro comunale funzionò quindi quasi esclusivamente come sede cinematografica.
Il 18 maggio 1959 il Consiglio comunale decise in via definitiva la demolizione del teatro. Era allora Sindaco Carino Gambacorta. Su 25 consiglieri, 2 votarono contro la proposta di demolizione. I restanti 23 consiglieri furono favorevoli. 
Il 30 novembre 1959 iniziò la demolizione del Teatro comunale progettato da Nicola Mezucelli. Al suo posto fu innalzato l'edificio che oggi ospita il moderno Cineteatro Comunale, e un locale adibito a grande magazzino, dove prese posto la Standa.
Nel 2014 un gruppo di artisti guidati dal compositore e direttore d'orchestra Enrico Melozzi, occupò gli spazi dell'ex Standa, (diventata poi negli anni OVS), nata sulle ceneri del Teatro Comunale, animando per 14 giorni i locali abbandonati con spettacoli teatrali, concerti, lezioni di teatro e musica, protestando di fatto contro la mancata ricostruzione di un vero e proprio teatro a Teramo in oltre 50 di storia culturale della città. Il gruppo di artisti prese il nome di "Nuovo Teatro Teramo", con lo slogan "la bellezza non può attendere". La cittadinanza si riversò copiosa nei locali occupati dando vita a assemblee spontanee sulla cultura cittadina, e non mancarono momenti di tensione dovuti all'assedio di oltre 100 agenti delle forze dell'ordine, che presidiò per tutta la durata della manifestazione pacifica che terminò con uno sgombero all'alba del quattordicesimo giorno di occupazione. Nonostante le divisioni politiche che questo gesto provocò, l'occupazione dell'ex OVS è ricordata a Teramo come uno dei momenti più intensi del dibattito culturale della storia cittadina. 

## Struttura

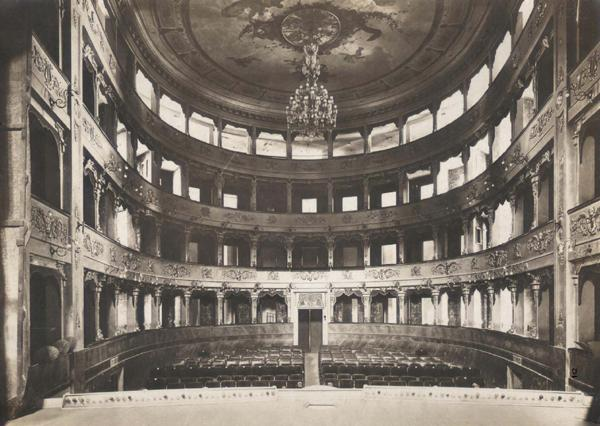
La sala del Teatro comunale

L'edificio del Teatro comunale era esteriormente assai modesto. Gli ingressi erano tre e, oltre ad essere chiusi da portoni ad arco, avevano in corrispondenza al piano superiore, finestre relative al mai utilizzato appartamento del Casino. L'ingresso e la facciata principale sul Corso San Giorgio, nel quale era sita l'entrata centrale, non avevano alcun connotato monumentale. Né per le dimensioni, né per le decorazioni.
L'interno della struttura, e in particolar modo la sala, erano invece dotati di grande fascino. Dotata di un'acustica eccezionale, la sala era capace di ospitare un gran numero di spettatori: la capienza complessiva era di 608 posti a sedere. L'ambiente era stato realizzato a forma di ferro di cavallo. Vi erano 56 palchi, disposti su tre ordini. E nella parte più alta era presente un ampio loggione, per il quale fu previsto un biglietto d'ingresso a costi ben più contenuti.

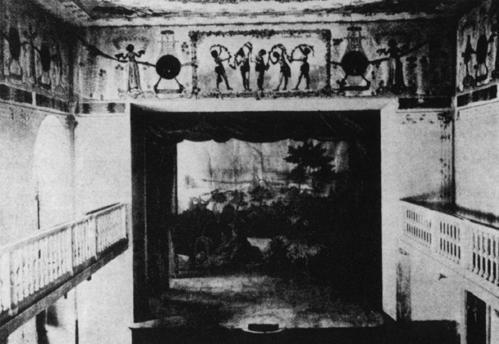
La Sala della Cetra (Ridotto del teatro)

Il palcoscenico era di tutto rispetto: circa 200 metri quadrati, equipaggiati dei più moderni impianti della macchina scenica. Erano presenti una «macchina comunemente detta tiratutto, per menare avanti e dietro tutte le quinte in un medesimo tempo», un sofisticato congegno che permetteva di mettere in scena i tuoni, attraverso «una cassa piena di pezzi di legname con una ruota dentata», oppure la pioggia, attraverso «una ruota di latta con piede di legno», oppure uno «scoppio della saetta», attraverso «sottili tavole di noce, piastrine di ferro e cordame».

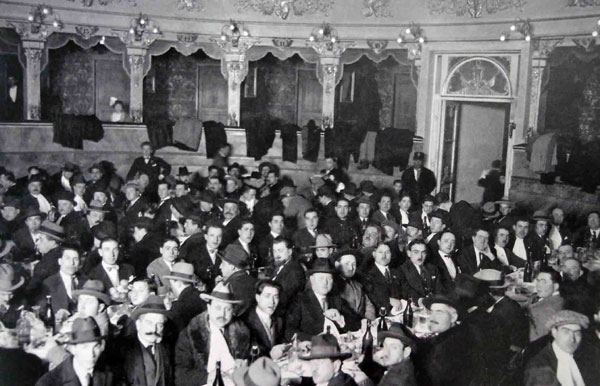
La platea del Teatro comunale gremita

L'arco scenico era graziosamente decorato, così come la volta della sala. Gli stessi arredi scelti dal Mezucelli furono accuratamente studiati. Furono predisposti «24 lumi di latta con riverbero per la bocca d'opera», «22 lucigni di latta verniciata per i corridoi e i ripiani delle scale», «160 sedie di legno per la platea, con braccioli disposti circolarmente». Nonché i «leggii, i sottopiedi e le 30 sedie ordinarie per i musici», così come le «dipinture della scena della campagna, colle quinte, e cieli corrispondenti».
Il sipario era di notevole fattura. Fu decorato da Bernardino De Filippis Delfico e raffigurava una pregevole scena relativa all'Incoronazione del Petrarca.
Al piano superiore, prospiciente il Corso San Giorgio, era presente un appartamento destinato ad abitazione del custode. Nel 1906 questo locale fu radicalmente trasformato e adattato a Ridotto del teatro. Nacque così la celebre Sala della Cetra, dotata di un suo palcoscenico e di un ampio soppalco. Il piccolo sipario di questa graziosa Sala fu decorato da Gennaro Della Monica con la raffigurazione di Giannina Milli che improvvisa a Firenze.
Nella restante parte dell'edificio del teatro erano presenti eleganti scalinate finemente decorate, scale di servizio, numerosi corridoi, sette camerini per gli artisti, locali di servizio ed uno spogliatoio.
Nel 1943, sul tetto del teatro venne installata una delle due sirene di allarme antiaereo consegnate dal Ministero dell'Interno alla Prefettura di Teramo per la protezione della popolazione in caso di incursioni aeree. La sirena venne poi smontata e restituita allo Stato nel 1949, assieme alla sua gemella posta sull'arco di Porta Reale.

## Il mistero del lampadario

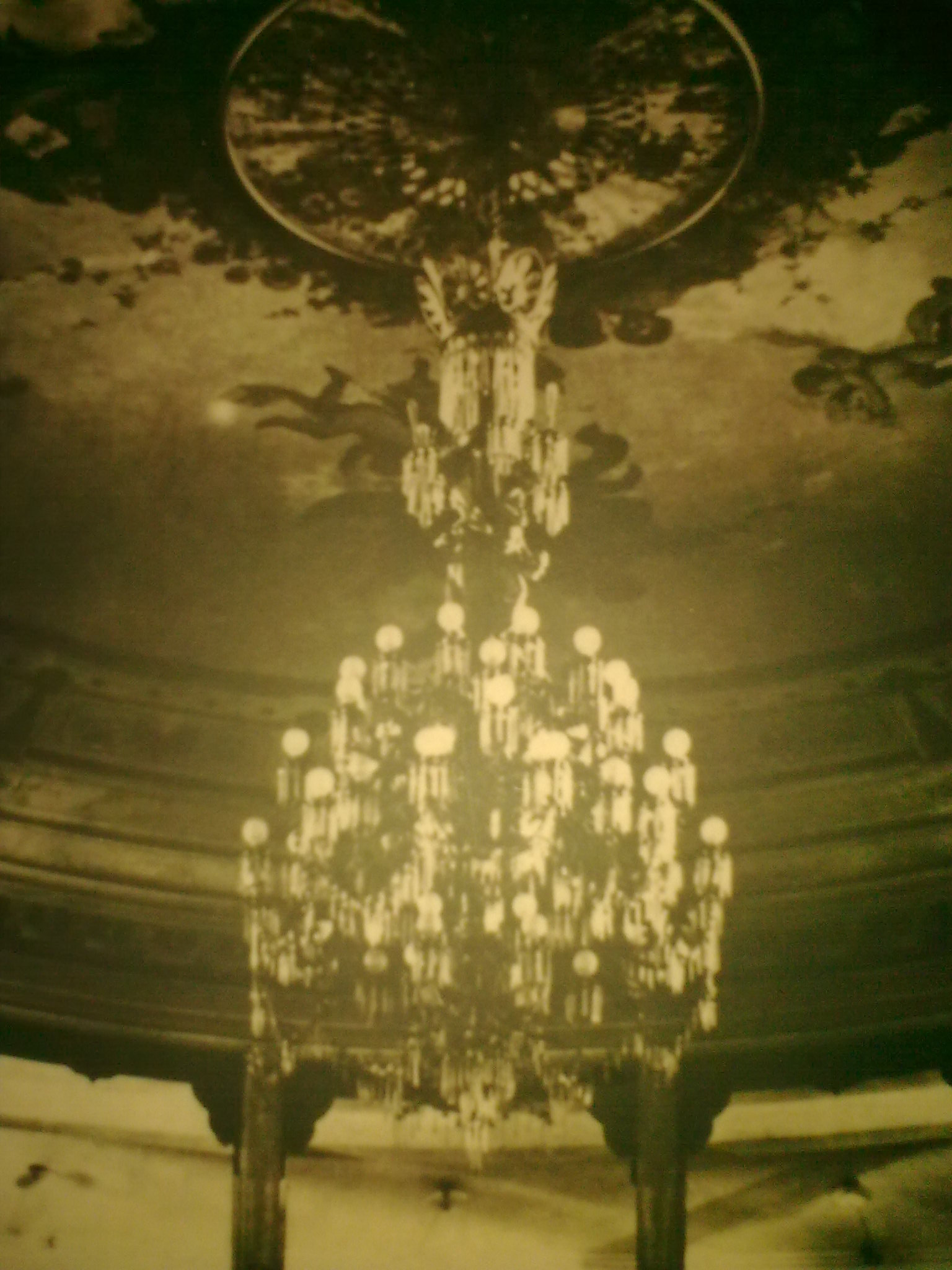
Il lampadario del Teatro comunale

Al centro della volta nella sala del Teatro comunale era presente un prezioso lampadario, voluto da Nicola Mezucelli. Si trattava di un'opera particolarmente bella, disegnata da Carlo Ferrario, scenografo della Scala di Milano, e realizzata sempre a Milano dalla ditta Antonio Pandiani, con struttura in bronzo dorato e «guarnito di cristalli», dotato di sculture femminili sui quattro lati e sorretto da «cordame con relativa ruota da tiro». Il costo di questo lampadario di straordinaria bellezza fu elevatissimo: si aggirò intorno alle 5000 L. dell'epoca.
A seguito dei lavori di demolizione dell'edificio nel 1959, di questo lampadario non si seppe ufficialmente più nulla. Due sono le ricostruzioni avanzate di recente, in relazione alle sorti di questo manufatto.

### Smembramento e vendita
Una recente testimonianza rilasciata sulla stampa locale dal figlio di un robivecchi teramano, ormai deceduto, nello smembramento e nella vendita ha indicato come metallo usato la fine di questo prezioso lampadario. Stando alla presente testimonianza, l'opera venne trafugata dal cantiere di demolizione del teatro e successivamente rivenduta al defunto robivecchi; questi, in relazione a tale acquisto, fu peraltro condannato per il reato di ricettazione. Il lampadario, smembrato nelle parti in cristallo e ormai deformato, venne quindi venduto come metallo usato e successivamente inviato in fonderia.

### La copia nella chiesa della SS. Annunziata

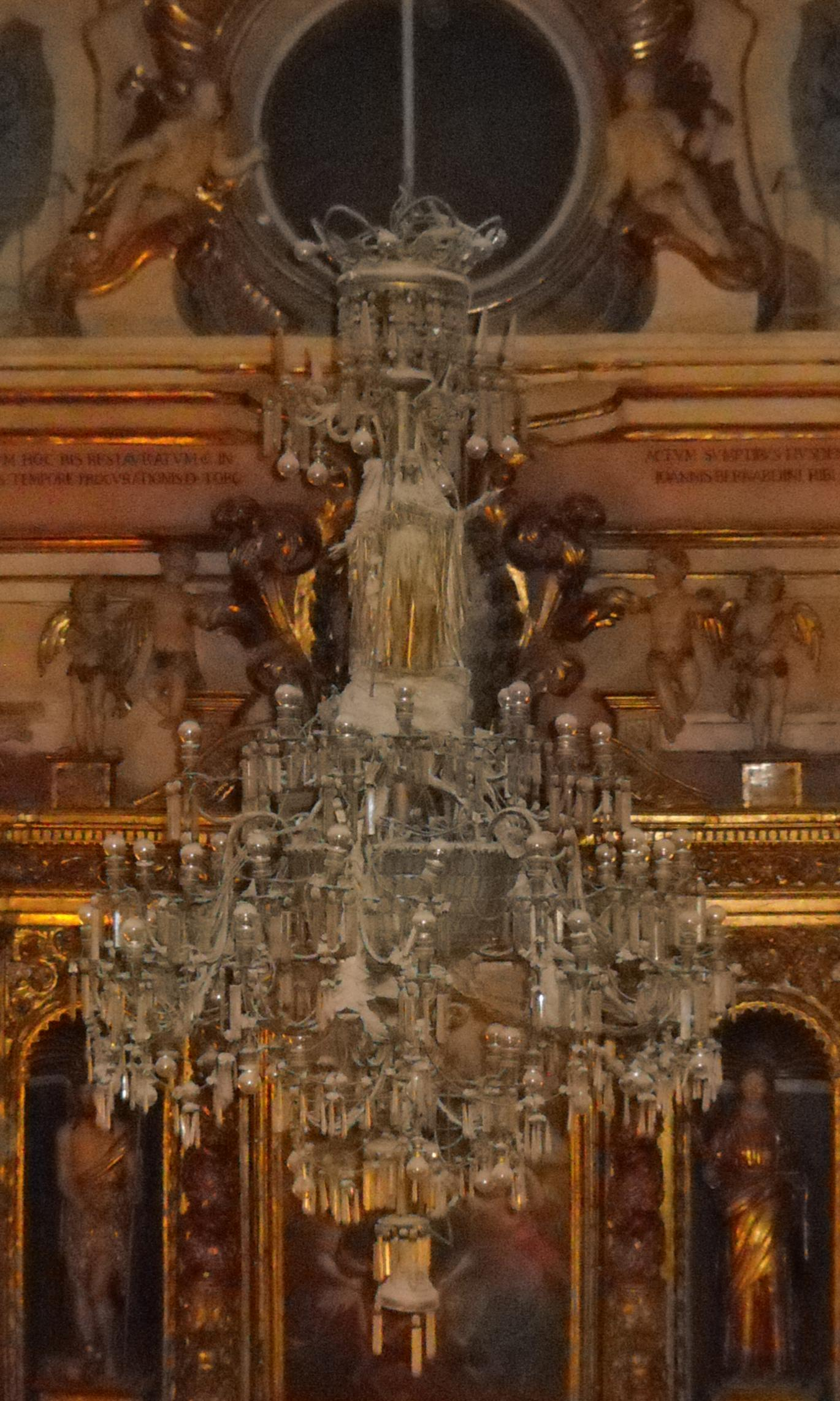
Il lampadario nella chiesa della SS. Annunziata, copia di quello del Teatro comunale

Una diversa ricostruzione prende le mosse dalla circostanza, peraltro confermata dalla documentazione storica, in base alla quale l'architetto Mezucelli avrebbe fatto realizzare due distinte copie del lampadario: una da installare nella sala del Teatro comunale e l'altra, di dimensioni leggermente inferiori, da utilizzare come scorta.
Non si conosce con certezza la data in cui il lampadario venne smontato dalla volta della sala del teatro; le ipotesi più attendibili sono quella relativa al 1959 (anno della demolizione dell'edificio) o quella relativa agli anni di poco precedenti o successivi all'ultima stagione teatrale conosciuta, ossia quella del 1954.
Dai documenti d'archivio risulta che nel 1960, un anno dopo la fine dei lavori di demolizione dell'edificio, il lampadario smontato dalla volta fu probabilmente custodito in deposito. La Cattedrale di Teramo, a differenza di oggi, non aveva nel suo seno una Parrocchia. La sede parrocchiale era sita nella vicina chiesa di Sant'Agostino, che rivestiva così il ruolo di Vicaria Curata della Cattedrale, all'epoca guidata da don Giovanni Iobbi. Il giorno 11 gennaio 1960, la Vicaria Curata trasmise una nota al Comune di Teramo con la quale chiese di poter disporre del lampadario del vecchio teatro, demolito l'anno precedente, al fine di adornare la chiesa del Cuore Immacolato di Maria, del quale lo stesso don Giovanni Iobbi diverrà poi il primo Parroco, all'epoca in piena costruzione a Piazza Garibaldi. La Giunta Comunale approvò quindi la deliberazione n. 80/38 il 9 febbraio 1960 e cedette alla Vicaria Curata della Cattedrale «il lampadario di che trattasi». Da questo momento, quindi, il lampadario entrò nella disponibilità della Chiesa Aprutina. Ma nella Parrocchia a Piazza Garibaldi l'opera non arriverà mai.
A Teramo, nella chiesa della SS. Annunziata in Via Nicola Palma è presente un lampadario assai simile a quello all'epoca collocato nel Teatro comunale. Gli archivi, tuttavia, nulla forniscono al riguardo in relazione a questa singolare installazione. L'attuale Rettore della chiesa ha dichiarato di essersi insediato nella SS. Annunziata nel 1954, anno dell'ultima stagione teatrale nell'edificio del Mezucelli (e, in ipotesi, il lampadario potrebbe essere stato smontato dal teatro in quell'occasione). All'atto del suo insediamento, il Rettore trovò il lampadario della chiesa nell'esatta posizione che ancora oggi occupa. Quest'opera di notevolissima somiglianza con quella presente nell'edificio del Mezucelli, dunque, era già lì dal 1954. In tal caso, non può spiegarsi la deliberazione della Giunta comunale che nel 1960, ben sei anni dopo, cedette il manufatto (evidentemente ancora nella disponibilità del Comune) alla Vicaria Curata della Cattedrale. Si può comunque ritenere che presso la chiesa della SS. Annunziata sia presente la copia più piccola del lampadario del teatro.

Il lampadario del Teatro Comunale e la copia nella chiesa della SS. Annunziata
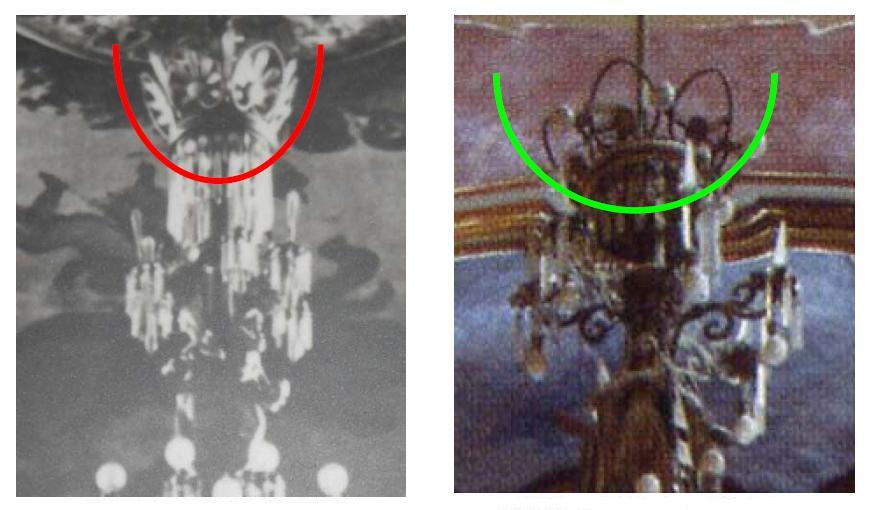
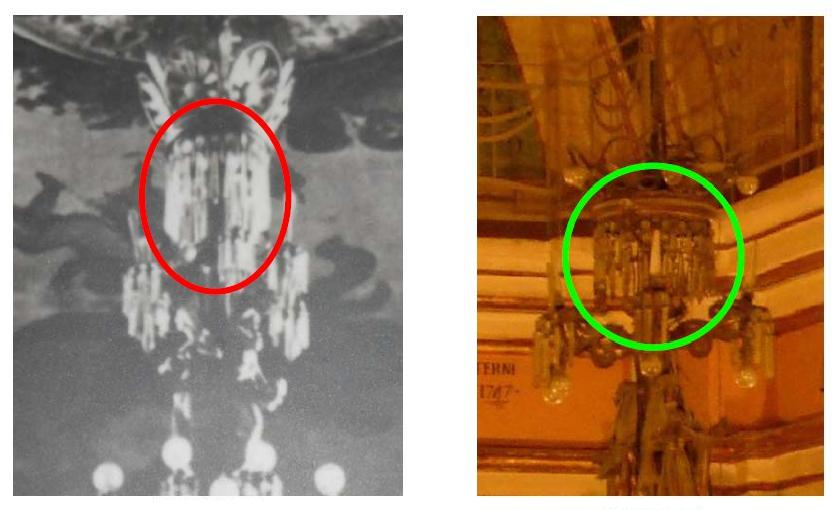
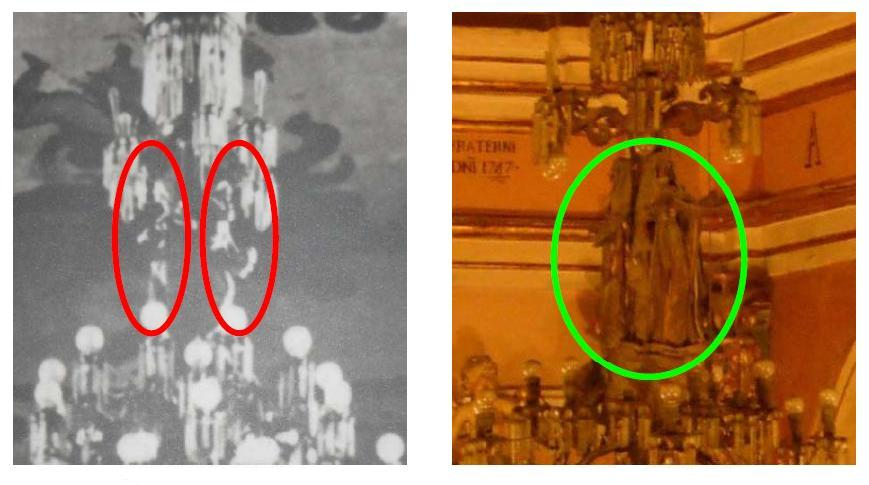
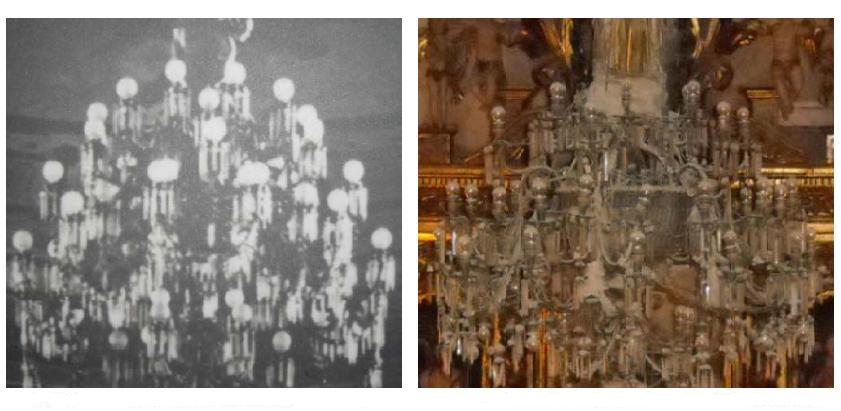
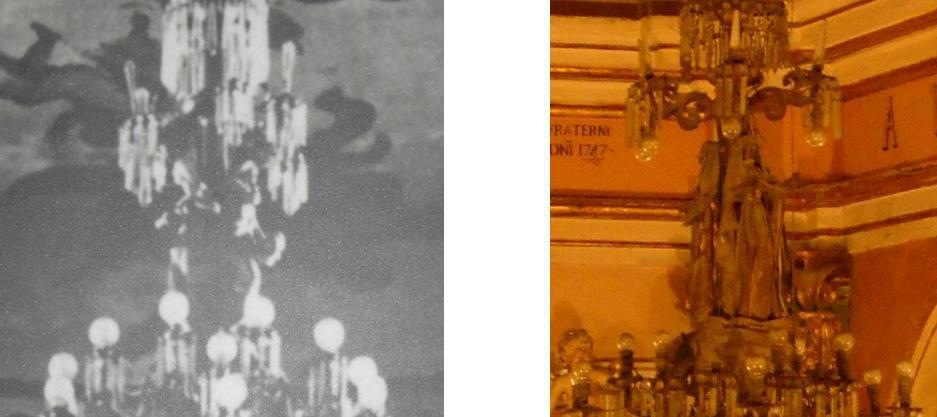
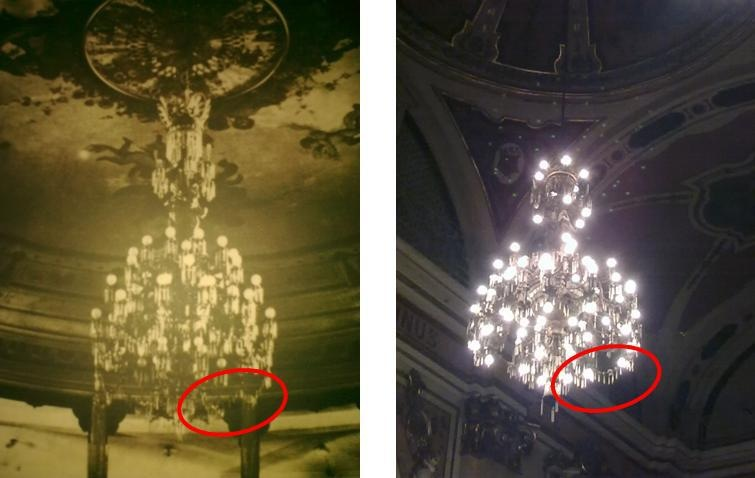